# Карлос Вільягран
Карлос Вільягран Еслава (ісп. Carlos Villagrán Eslava, нар. 12 січня 1944) — мексиканський актор, комік і колишній журналіст, відомий за роллю Кіко в ситкомі Televisa «Чаво з восьмого».

## Життя і кар'єра
Він був автором газети в Мексиці. Як письменник він подружився зі сценаристом і майбутнім партнером по фільму Рубеном Агірре. Чеспіріто (Роберто Гомес Боланьос) найняв Агірре зіграти професора Джірафалеса в телевізійному серіалі «Чаво з восьмого». Агірре влаштував у себе вдома вечірку для сім'ї та друзів, і Віллагран вразив його, непропорційно розширивши щоки під час одного з комічних кроків вечірки. Власне кажучи, цей рух пізніше стане торговою маркою персонажа, якого він зіграє в Ель Чаво.
Агірре порекомендував Віллаграна Чеспіріто, і Віллагран отримав у шоу роль Кіко . Він також з'явився в іншому хіт-шоу Чеспіріто, «Червоний коник». Обидва шоу Чеспіріто стали головними міжнародними хітами по всій Іберо-Америці, Іспанії, Сполучених Штатах Америки та інших країнах. Завдяки цим шоу Вільягран здобув велику популярність.

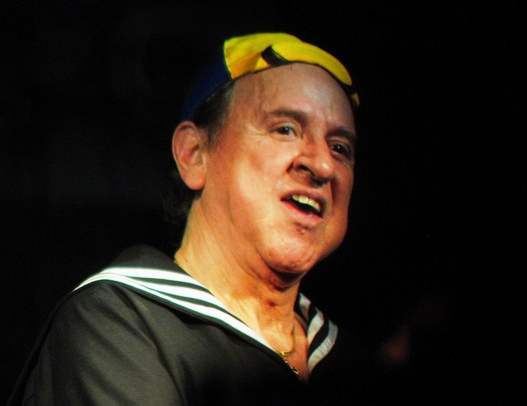
Вільягран в костюмі Кіко в 2010 році.

Вільягран залишив шоу в 1978 році, головним чином через те, що він і Чеспіріто були залучені до судової боротьби за права персонажа Кіко. У той же час Рамон Вальдес також залишив два шоу. Це означало початок кінця для обох постановок, хоча їх досі можна побачити в багатьох країнах світу у повторних ефірах.
Вільягран поїхав до Венесуели, де грав у різноманітних шоу телебачення Радіо Каракас: Хлопчик з паперу(1981), Кіко Кнопки (1981), Федерріко(1982), Нові пригоди Федерріко (1983) і Цирк місьє Качетон (1985). Проте ці шоу не мали такого успіху, як продукції Чеспіріто в Мексиці. Він і Вальдес возз'єдналися в Мексиці, коли Телерей найняв їх для створення короткочасного телешоу «Ох, який Кіко!». Чеспіріто не зміг запобігти використанню в новому шоу імені Кіко з його іншим написанням. Шоу мало успіх, поки Вальдес не помер від раку шлунка в 1988 році. На короткий час у ролі дона Сехудо був залучений місцевий комік Серхіо Рамос, але хімія між акторами вже була втрачена, тому шоу незабаром було знято з ефіру.
Подібно до багатьох своїх колег по шоу Чеспіріто, Вільягран продовжив свою кар'єру в цирку, виступаючи зі своїм шоу «Цирк Кіко» у рамках гастрольних турів.
Пізніше Вільягран зробив те ж, що й його друг Агірре, переїхавши до Аргентини, де Чеспіріто не мав прав на персонажа Кіко, і зігравши там свого старого героя.

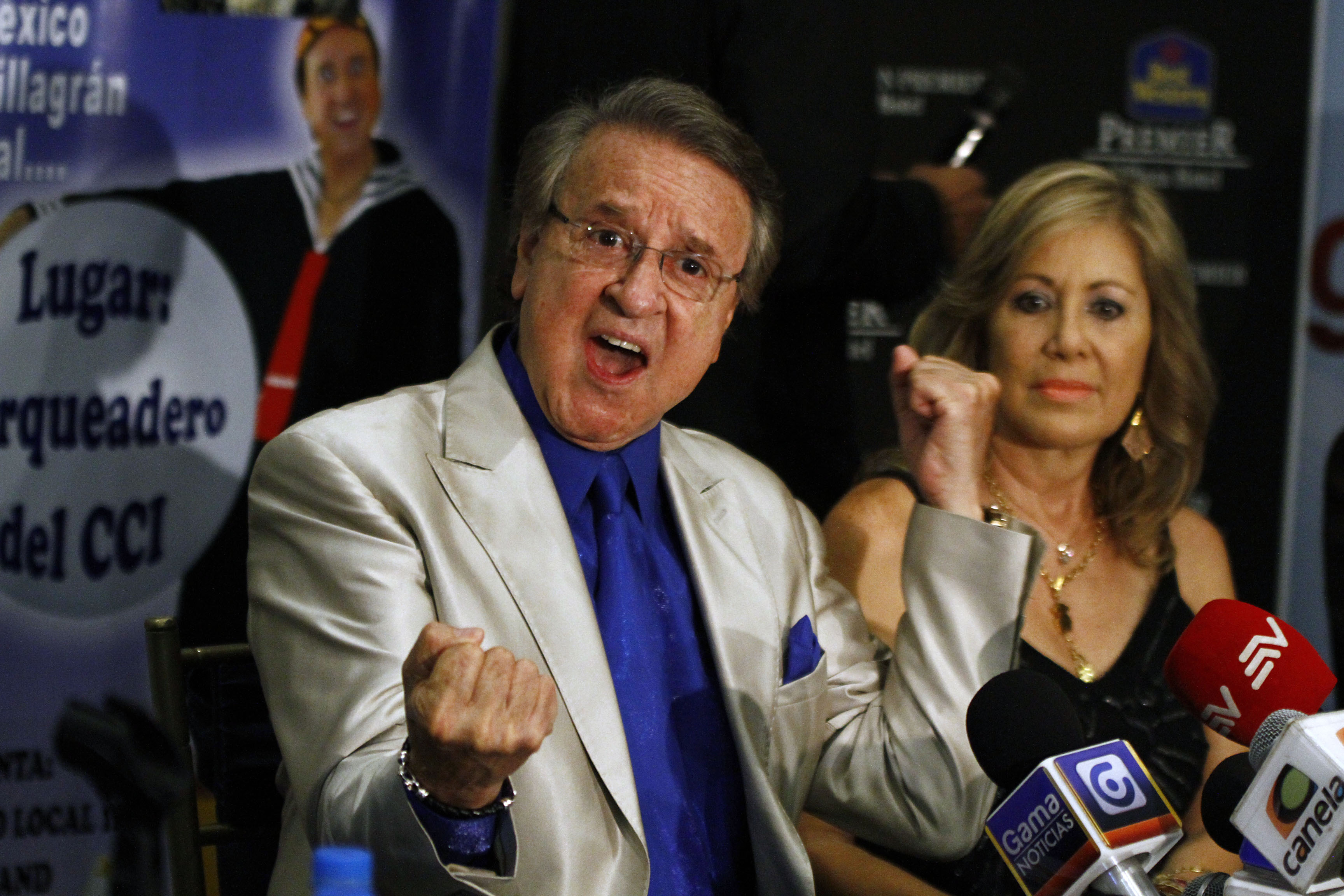
Вільягран у 2015 році

У 2000 році в спеціальному серіалі «Чаво з восьмого», в якому возз'єдналися всі актори серіалу (крім Рамона Вальдеса, Анджелінес Фернандес, Рауля Падільї, Орасіо Гомеса Боланьоса та Ани Ліліан де ла Макорра, якої не було), Вільягран і Чеспіріто помирили свої розбіжності.
У 2017 році анонсовано бразильський фільм «Як стати найгіршим учнем у школі», який вийшов на екрани у жовтні того ж року з Карлосом Вільяграном у ролі Адемара, директора школи і антагоніста фільму. Він був знятий за мотивами однойменної книги коміка і бразильського телеведучого Даніло Джентілі.
Пізніше Вільягран знову повернувся до ролі Кіко для публічного оголошення, створеного Посольством Сполучених Штатів у Мексиці проти нелегальної імміграції.

## Особисте життя
Вільягран має трьох синів і трьох дочок.